# Schizophragma fauriei
Schizophragma fauriei là một loài thực vật có hoa trong họ Tú cầu. Loài này được Hayata miêu tả khoa học đầu tiên năm 1906.